# Edmundo Mireles

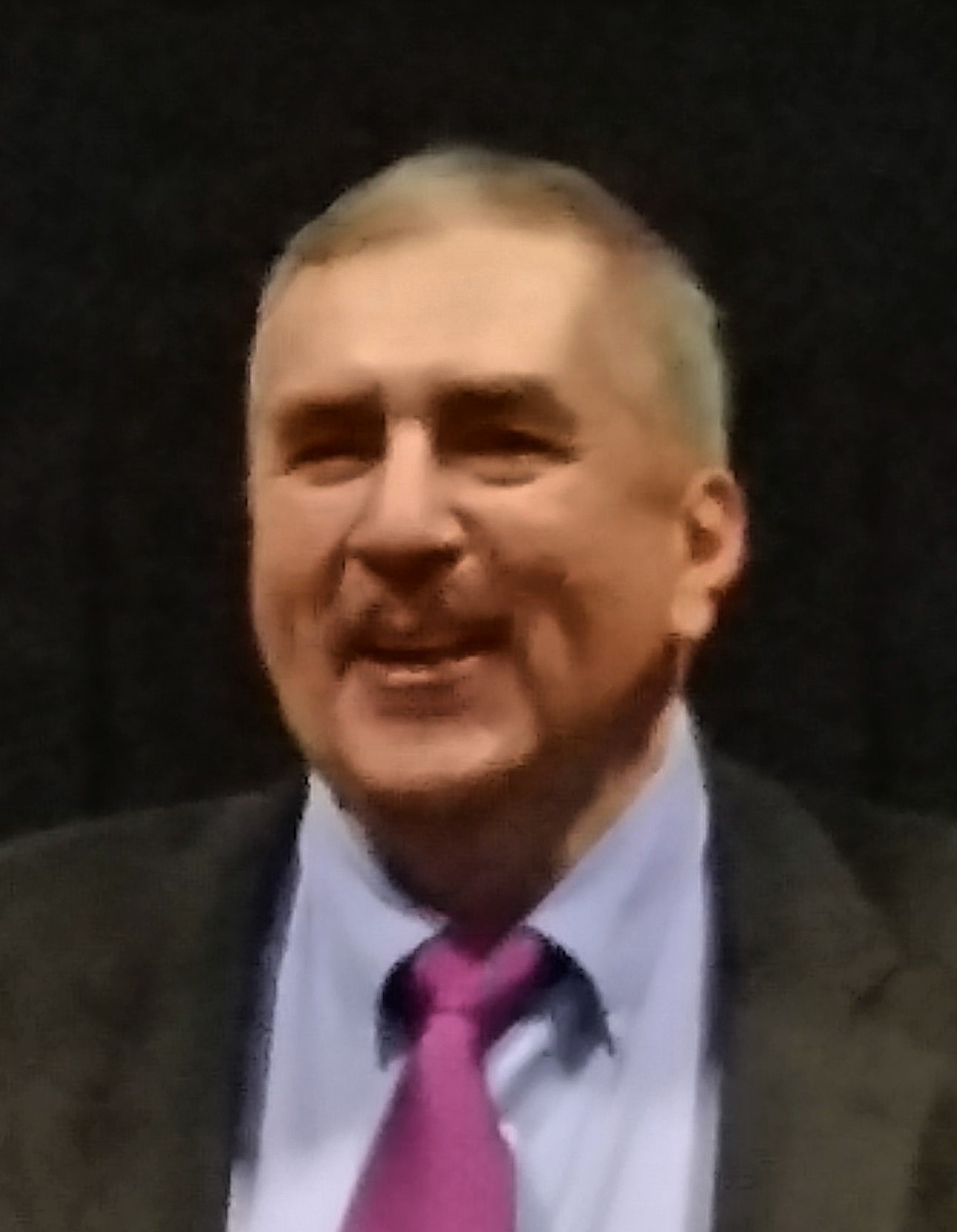
Edmundo Mireles (1986) - amerikanischer FBI-Agent

Edmundo „Ed“ Mireles junior (* 1953 in Alice, Texas) ist ein ehemaliger Special Agent des Federal Bureau of Investigation (FBI). Für seinen Einsatz bei der Miami-Schießerei 1986 wurde er als erster Beamter mit der Tapferkeitsmedaille des FBI (FBI Medal of Valor) ausgezeichnet und zum Polizisten des Jahres gewählt.

## Werdegang
Edmundo Mireles ist in Alice geboren und in Beeville, Bee County, aufgewachsen. Er diente beim United States Marine Corps, schloss im Januar 1979 die University of Maryland mit einem Bachelor of Business Administration ab und trat noch im selben Jahr dem FBI bei. Nach einer anfänglichen Verwendung in der FBI-Außenstelle von Washington, D.C., wurde er 1985 in die FBI-Außenstelle nach Miami versetzt. Er heiratete eine FBI-Agentin und wurde Vater eines Sohnes. 
Zwischen Oktober 1985 und März 1986 ermittelte Mireles in einer Reihe von Autodiebstählen und bewaffneten Raubüberfällen, vornehmlich im Bereich des South Dixie Highway. Zwei der Polizei unbekannte Männer hatten stets mit automatischen Gewehren und Tarnanzügen in nahezu militärischer Präzision Banken und Geldtransporter ausgeraubt und dabei rücksichtslos von der Schusswaffe Gebrauch gemacht; die beiden wurden verdächtigt, seit 1983 fünf Menschen ermordet und zwei weitere lebensgefährlich verletzt zu haben. Ihre Beute belief sich inzwischen auf weit über 100.000 $.
Durch den Hinweis eines überlebenden Opfers konnten die beiden Verdächtigen am 11. April 1986 in einem gestohlenen Chevrolet Monte Carlo am South Dixie Highway gesichtet werden. Edmundo Mireles saß als Beifahrer in einem der fünf zivilen Einsatzfahrzeuge, die sich an der Verfolgung beteiligt hatten. Um die beiden Verdächtigen von dichter bewohntem Gebiet fernzuhalten, wurden sie von den Beamten im Census-designated place Kendall von der Straße gedrängt. Dabei kollidierte der Wagen von Mireles und John Hanlon mit einer Mauer, während der verfolgte Monte Carlo gegen einen Baum prallte. Gleich darauf entbrannte eine heftige Schießerei zwischen den beiden mutmaßlichen Raubmördern und acht FBI-Agenten, in der mindestens 145 Schüsse fielen.
Innerhalb weniger Minuten waren zwei Agenten getötet und fünf weitere schwer verletzt worden. Edmundo Mireles wurde von einem Projektil aus einer Ruger Mini-14 getroffen, welches seinen linken Arm zerschmetterte und ihn zu Boden warf. Nachdem das Feuer auf die Täter aufgehört hatte, versuchten diese mit einem der FBI-Fahrzeuge die Flucht anzutreten. Mireles sah daraufhin hinter dem beabsichtigten Fluchtwagen den regungslosen John Hanlon liegen, der bei einer Flucht der Täter überrollt worden wäre, da der Fluchtwagen nach vorne durch einen weiteren Wagen blockiert wurde. Mit nur einer intakten Hand verwickelte er die beiden Täter mit einer Vorderschaftrepetierflinte in einen Schusswechsel, erzielte damit jedoch keine Wirkung und wurde selbst von einem der Täter nochmals beschossen. Nachdem die beiden in den Wagen gestiegen waren, stand Mireles auf, ging auf sie zu und erschoss die beiden mit seinem Dienstrevolver aus kurzer Entfernung. 
Edmundo Mireles kollabierte kurz darauf und wurde ins South Miami Hospital eingeliefert, wo er zweimal operiert werden musste. Sein linker Arm blieb zwar beeinträchtigt, Mireles konnte jedoch nach einjähriger Genesung in den Dienst zurückkehren. Er wurde Ausbilder an der FBI-Akademie in Quantico, Virginia. Später kehrte er zu seiner ehemaligen Dienststelle in Miami zurück und diente auch in der Außenstelle von Omaha, Nebraska.
Am 10. April 1990 wurde er als erster Agent überhaupt, mit der Tapferkeitsmedaille des FBI (FBI Medal of Valor) geehrt; er erhielt die Auszeichnung dabei von FBI-Direktor William S. Sessions. Am 7. Oktober 1986 wurde er von der International Association of Chiefs of Police mit dem Police Officer of the Year Award zum Polizisten des Jahres gewählt. In seiner Heimatstadt Beeville wurde ein großer Teil des aufgelassenen Marineluftwaffen-Stützpunktes Chase Field, 1999 von der texanischen Strafverfolgungsbehörde übernommen und dabei ein Teil der Anlage in Edmundo Mireles Training Academy umbenannt.

## Sammelklage gegen das FBI
Als einer von 311 Agenten war er auch an einer Sammelklage gegen das FBI beteiligt, um auf Diskriminierung von Hispanics in der Bundesbehörde aufmerksam zu machen. Ein Bundesgericht in Texas gab den Klägern Recht und forderte das FBI auf, hispanoamerikanische Beamte in Zukunft gleichberechtigt mit anderen Beamten zu fördern und zu unterstützen. James Perez, der Beauftragte für Gleichberechtigungsarbeit beim FBI, verantwortete sich vor dem Kongress und reagierte mit einer Personalaufstockung seiner Abteilung.